# Kdegraphics
kdegraphics — 一個提供图像处理相關工具的軟件包。

## 組件列表
- Gwenview：圖像瀏覽器
- kamera：包含操作數位相機设备时所用于设定的kcontrol模块和用于查看和下載來自數位相機的圖像资源的 KIOslave 模块。
- kcolorchooser：顏色數值編輯器和顏色選擇器
- kgamma：调整显示器的伽玛值和配色
- KolourPaint：易於使用的繪畫程序
- kruler：屏幕标尺工具，可測量屏幕上英寸、厘米和像素的距離。
- ksaneplugin
- KSnapshot：螢幕截圖程式
- libs
  - libkdcraw：用於解碼RAW 圖片檔案
  - libkexiv2：操作圖片的元數據，例如EXIF/IPTC和XMP
  - libkipi：一個提供使用KIPI外掛程式的介面
  - libksane：用來操作掃描器的函式庫。
- Okular：文檔查看器
- svgpart

## 外部連結
- kdegraphics  組件使用手冊 （页面存档备份，存于）
- kdegraphics API 參考手冊（页面存档备份，存于）